# Марущак Віра Іванівна
Ві́ра Іва́нівна Маруща́к (21 листопада 1949, Арбузинка Миколаївської області) — українська письменниця — прозаїк, журналіст, вчитель, бібліотекар. З січня 2018 р. — голова Миколаївської обласної організації НСПУ.

## Життєпис
Віра Іванівна Марущак (Рожкова) народилася в 1949 році в містечку Арбузинка Миколаївської області. Середню освіту здобула в Арбузинській середній школі № 2. Після закінчення школи працювала редактором районного радіомовлення.
Переїхавши до Миколаєва, з 1973 по 1979 р. працювала в молодіжній газеті «Ленінське плем'я», у 1976 році закінчила з відзнакою бібліотечний факультет Миколаївського вищого училища культури, а 1982 року факультет журналістики Київського Національного державного університету імені Тараса Шевченка. З 1981 року Член Національної спілки журналістів України.

## Професійна діяльність
З 1979 по 2007 рік працювала на радіостудії «Чорноморець» Чорноморського суднобудівного заводу, а з 2007 року — в обласній бібліотеці для юнацтва. З 2002 р. і станом на зараз викладала основи журналістики в Першій українській гімназії імені Миколи Аркаса. Є членом президії обласного відділення товариства «Україна-світ», яке здійснює зв'язки з українцями, що живуть за її межами.
З 1989 по 1991 рік вона обиралась депутатом Заводської районної ради м. Миколаєва XXI скликання, а також обиралась делегатом трьох з'їздів журналістів України. В 2001 році була делегована на Ш Всесвітній Форум українців, що проходив у Києві.
В 2006 році Віра Іванівна Марущак прийнята до Національної спілки письменників України. З 2018 року обрана головою Миколаївської обласної організації Національної спілки письменників України, є членом правління НСПУ.

## Літературна діяльність
Перше оповідання було надруковано в «Ленінському племені», потім — публікація у збірнику «Октябрь». Активно почала писати оповідання, працюючи на радіостудії «Чорноморець» (ЧСЗ), вони друкувалися в заводській газеті «Трибуна рабочего».
Видала прозові книги «Вікнами до сонця» (2002), «Батько з Португалії» (2005), «Цезар, Галка і Новий рік»(2008). У 2009 році вийшла книга казок «Пригоди Нюмочки», у 2011 казка «Зайченя» «Джмелик-мандрівник» (2012), оповідання та новели — «Гомін білого інею» (2013) «Ярмарок сміху» (2014), «Скарбничка казок» (2016.), «В'язочка казок» (2018), «Веселятко» (2019), «Життєва абетка»(2020), «Вибрики Діда Яга» (2020). Її оповідання та казки вивчають у школах області, включені до навчальної програми.
Викладаючи основи журналістики в Першій українській гімназії імені М.Аркаса, Віра Іванівна Марущак розробила навчальну програму спецкурсу для учнів 8-11 класів, яка надрукована у всеукраїнській газеті «Шкільний світ» (№ 9, 2009 рік). Крім того, у видавництві «Мандрівник» у 2009 р. та 2011 р. повторно вийшов посібник «Школа журналіста», Посібник і програма були затверджені Міністерством науки і освіти України. Навчальний посібник схвалено для використання в загальноосвітніх закладах України. Надруковано в «Шкільному світі»- «Українська мова і література» (серпень 2009 року) посібник для факультативних занять «Основи радіожурналістики», який адресований старшокласникам та студентам вищих навчальних закладів. Видано також навчальний посібник «Радіо в медіапросторі» (2014) призначений для студентів вищих навчальних закладів.
Віра Іванівна за активну творчу трудову діяльність нагороджена обласною культурологічною премією імені М. Аркаса (2002 р.), за вагомий особистий внесок у розвиток співпраці України із закордонним українством має почесну відзнаку «За єднання українців у світі» (2011 р.). В 2011 році В. І. Марущак отримала обласну премію, як кращий працівник галузі культури Миколаївської області в номінації «За вагомий внесок у розвиток літератури». Нагороджена грамотами управління культури Миколаївської облдержадміністрації, Миколаївської обласної ради, Української та обласної бібліотечної асоціації, є лауреатом Міжнародного конкурсу культури і мистецтв «Слов'янські традиції» (2012 р.). Відзначена дипломами «Золоте перо» у 2013 та 2014, 2016 роках, нагороджена обласною відзнакою до 200-річчя Т. Г. Шевченка, медаллю «Почесна відзнака» Національної спілки письменників України (2014 р.), переможець 7 міжнародного літературного конкурсу в категорії для дітей та юнацтва «Корнійчуковська премія» у номінації «Сценарій дитячого фільму,/ драматургія для дітей та юнацтва / автори з України», медаллю «Святий Миколай Чудотворець» Ш ступеню Миколаївської облдержадміністрації (2019), Медаллю «Почесна відзнака» НСПУ (2019), відзнака 1 ступеню «За заслуги перед Миколаївщиною» Миколаївської обласної ради. (2019). Переможець VП обласного конкурсу «Краща Миколаївська книга» (2012) та XIII обласного конкурсу «Краща Миколаївська книга» у номінації «Краще видання для дітей та юнацтва» (2018), лауреат Літературно-мистецької премії імені Пантелеймона Куліша (2020). Почесна ювілейна відзнака з нагоди 30-ї річниці НСПУ (2021).
Віра Іванівна Марущак нагороджена державним нагородами України — орденом княгині Ольги Ш ступеня (№ 676/2014 (2014 р.), Грамотою Верховної Ради України (2015 р.).

## Нагороди
- Лауреат обласної премії ім. Миколи Аркаса (2002) в номінації «Народна творчість і художня діяльність».
- За вагомий особистий внесок у розвиток співпраці України із закордонним українством нагороджена почесною відзнакою «За єднання українців у Світі» (2011).
- В 2011 році отримала обласну премію, як найкращий працівник галузі культури Миколаївської області в номінації «За вагомий внесок у розвиток літератури». Неодноразово нагороджена грамотами управління культури Миколаївської облдержадміністрації, Миколаївської обласної ради, Української та обласної бібліотечних асоціацій.
- Лауреат Міжнародного конкурсу літератури і культури «Слов'янські традиції» (2012).
- Нагороджена орденом княгині Ольги III ступеня (2014) № 676/2014
- Медаллю «Почесна відзнака» Національної спілки письменників України за особисті досягнення у літературній творчості, за вагомий внесок у відродження духовності та культури українського народу (2014)
- Тричі відзначена Дипломом «Золоте перо» (2013,2014, 2016)
- Нагороджена грамотою Верховної ради України (2015)[1].

## Твори

### Книги
- Марущак В. Вікнами до сонця. Оповідання / В. І. Марущак. Миколаїв: Атол, 2002. — 141 с.
- Марущак В. Батько з Португалії. Оповідання, повість / В. І. Марущак Миколаїв: Атол, 2005. — 140 с.
- Марущак В. Цезар, Галка і Новий рік. Оповідання та повість / В. Марущак — Миколаїв: Шамрай, 2008. — 159 с.
- Марущак В. І. Пригоди Нюмочки казки для дітей дошк. та молод. шк. віку / В. І. Марущак. — Миколаїв: Видавництво «Шамрай», 2009. — 72 с.
- Марущак В.Зайченя. Казка для дітей дошк. та молод. шк. віку / В. Марущак. — Миколаїв: Видавництво «Шамрай» 2011. — 9 с.
- Марущак В. Джмелик-мандрівник. Казка для дітей дошк. та молод. шк. віку / В. Марущак. — Миколаїв: Видавництво «Шамрай», 2012. — 11 с
- Марущак В. Гомін білого інею. Оповідання. / В. Марущак. — Миколаїв: Видавництво «Шамрай», 2013. — 95 с.
- Марущак В. Ярмарок сміху. Гумористичні оповідання. / В. Марущак. — Миколаїв: Видавництво «Шамрай», 2014. — 63 с.
- Марущак В. І., Чаленко Р. .. Як збуваються мрії. / В. Марущак, Р.Чаленко — Миколаїв: Видавництво. «Іліон», 2015. — 88 с.
- Марущак В. І. Скарбничка казок. Збірка сценаріїв. / В. Марущак. — ВІнниця: Видавництво «Нова книга», 2016. — 68 с.
- Марущак В. І. В'язочка казок. Казки для дітей дошк. та молод. шк. віку українською мовою / В. І. Марущак. — Миколаїв: Видавництво «ФОП Швець В. М.», 2018. — 52 с.
- Марущак В. І. Веселятко. Вірші для дітей дошк. та молод. шк. віку українською мовою / В. І. Марущак. — Миколаїв: Видавництво «ФОП Швець В. М.», 2019. — 32 с.
- Марущак В. І. Життєва абетка: Оповідання, новели та повість / В. Марущак — Київ: Вид. Український письменник, 2020. — 220с. : іл.
- Марущак В. І. Вибрики Діда Яга. Казки для дітей дошк. та молод. шк. віку українською мовою / В. І. Марущак. — Миколаїв: Іліон, 2020. — 52 с.
- Марущак В. Пустеля. Голодомор. Український південь. — Київ: креативна агенція «Артіль», 2023. — 100 с.

### Навчальні посібники
- Марущак В. Школа журналіста. Навчальний посібник. / В. Марущак. — Тернопіль «Мандрівець», 2010. — 135 с.
- Марущак В. Основи радіожурналістики — «Українська мова та література» — 2009. Серпень. № 29-30.
- Марущак В. Радіо в медіа просторі. Навчальний посібник. Миколаїв. Виавництво «Іліон» 2014 р. — 149 с.

### Основні твори
- Абітурієнт: оповідання / В. Марущак // Дніпро. — 2009. — N9. — С. 54.
- Але сонце світило: оповідання / В. Марущак // Дніпро. — 2011. — N 11. — С. 98-99.
- Батько з Португалії: оповідання, повість / В. Марущак; передм. Д. Кременя. — Миколаїв: Атолл, 2005. — 140 с.: іл.
- В объективе фотографов — Черное море: [об открытии фотовыставки «Море-наше общее наследие»] / В. Марущак // Родной причал. — 2014. — N 45(5 нояб.). — С. 1.
- Вікнами до сонця: оповідання / В. Марущак; передм. А. Малярова. — Миколаїв: Атолл, 2002. — 144 с.: іл.
- Гомін білого інею: новели та оповідання / В. І. Марущак ; [худож. Л. А. Матвійчук]. — Миколаїв: Видавець Шамрай П. М., 2013. — 96 с. : ілюстр.
- Джмелик-мандрівник: казка: для дітей дошк. та мол. шк. віку / В. І. Марущак ; передм. Д. Д. Креміня ; мал. виконані дітьми гуртка «Мальви» ; ред. Н. В. Ткаченко. — Миколаїв: Видавець Шамрай П. М., 2012. — 12 с. : ілюстр. — (Південна бібліотека)
- Жора: [оповідання] / В. Марущак // Рідне Прибужжя. — 2010. — № 142(21 груд.). — С. 4.
- Зайченя: казка: для дітей дошк. та мол. шк. віку / В. І. Марущак ; худож. А. Маринюк. — Миколаїв: Вид-во ПП Шамрай, 2011. — 8 с. : ілюстр.
- Закаленные в пламени войны: [в издательстве «Илион» вышла книга Николая Васильевича Алексеенко «Фронтовики. 70 лет со Дня Победы»] / В. Марущак // Южная правда. — 2015. — N 29(14 марта). — С. 3.
- Интернет-журнал «Николаев-литературный» презентовал москвич Владимир Христенко / В. Марущак // Николаевские новости. — 2013. — № 5(9 янв.). — С. 5 : фот.
- Казка чи романтичний голод? : (з досвіду роботи письменника) / В. Марущак // Бібліотечний форум України. — 2012. — N 1. — С. 12-13
- Книга — солдату: [Николаевская областная библиотека для юношества объявила акцию «Книга — солдату» по сбору литературы для передачи военнослужащим, которые находятся на лечении в Николаевском военном госпитале] / В. Марущак // Южная правда. — 2014. — N 90(9 авг.). — С. 3.
- Николаевский журналист Николай Алексеенко написал книгу о земляках-фронтовиках: ["Фронтовики. 70 лет со Дня Победы"] / В. Марущак // Николаевские новости. — 2015. — N 58(13 мая). — С. 4.
- Ніжність: оповідання /В. Марущак // Рідне Прибужжя. — 2008. — 6 берез. — С.5.
- Нова сім'я: новела / В. Марущак // Рідне Прибужжя. — 2008. — 5 січ. — С. 4.
- Пригоди Нюмочки: казки: для дітей дошк. та мол. шк. віку / В. І. Марущак ; худож. О. О. Лисянська. — Миколаїв: Вид-во ПП Шамрай, 2009. — 74 с. : ілюстр. — (Південна бібліотека)
- Райське місце: притча / В. Марущак // Рідне Прибужжя. — 2008. — 9 лют. — С. 4.
- Сухарик: оповідання / В. Марущак // Рідне Прибужжя. — 2007. — 24 листоп. — С.
- 3. — (День пам'яті жертв голодоморів).
- Цезар, Галка і Новий рік: оповідання та повість: [ для мол. та серед. шк. віку] / В. Марущак; передм. В. Бойченка; худож. В. З. Сергієва. — Миколаїв: Шамрай, 2008. — 160 с.: іл.
- Школа журналіста: навчальний посібник: [для учнів загальноосвіт. навч. закладів, учителів-словесників] / В. І. Марущак. — Тернопіль: Мандрівець, 2009. — 136 с. — (Допрофільне та профільне навчання)
- Ярмарок сміху: [збірка гумористичних оповідань] / В. І. Марущак ; [передм. М. Прудника ; худож. Л. Ніколаєва]. — Миколаїв: Видавець Шамрай П. М., 2014. — 64 с. : іл. — (Миколаївське перехрестя)

### Твори у періодиці
- Марущак В. Бешкетні пригоди: гуморески / В.Марущак // Трибуна рабочего. — 1981. — 2 сентября.
- Марущак В. Підмінили чоловіка: гумореска / В.Марущак // Трибуна рабочего. — 1982. — 1 января.
- Марущак В. Варька: оповідання / В.Марущак // Трибуна рабочего. — 1982. — 13 февраля.
- Марущак В. Читайте інструкцію: гумореска / В.Марущак // Трибуна рабочего. — 1982.- 31 марта.
- Марущак В. Элси: рассказ / В.Марущак // Трибуна рабочего. — 1982. — 1 мая.
- Марущак В. На уроке: рассказ / В.Марущак // Трибуна рабочего. — 1982. — 3 июля.
- Марущак В. Циган: оповідання / В.Марущак // Трибуна рабочего. — 1982. — 21 июля.
- Марущак В. Гуморески Віри Марущак: гуморески / В.Марущак // Трибуна рабочего. — 1982. — 4 августа.
- Марущак В. Сапоги: рассказ / В.Марущак // Трибуна рабочего. — 1982. — 22 сентября.
- Марущак В. Подарок: рассказ / В.Марущак // Трибуна рабочего. — 1983. — 12 февраля.
- Марущак В. Витя плюс Лена: рассказ / В.Марущак // Трибуна рабочего. — 1983. — 8 марта.
- Марущак В. Майский рассказ: рассказ / В.Марущак // Трибуна рабочего. — 1983. — 14 мая.
- Марущак В. В одній ямі: гумореска / В.Марущак // Трибуна рабочего. — 1983 — 5 октября.
- Марущак В. Знакомство: рассказ / В.Марущак // Трибуна рабочего. — 1983. — 12 декабря.
- Марущак В. Святковий танок: оповідання / В.Марущак //Ленінське плем'я. — 1984. — 10 березня.
- Марущак В. Чоботи: оповідання / В.Марущак // Трибуна рабочего. — 1984. — 11 августа.
- Марущак В. Знакомство: оповідання / В.Марущак // Балтиец. — 1984. 25 сентября.
- Марущак В. Цезарь, Галка и Новый год: рассказ / В.Марущак // Горизонт. О. — 1987.
- Марущак В. Кохання. Що діється. Хороший настрій: оповідання / В.Марущак // Коммунаровец. — 1994. 29 декабря.
- Марущак В. Що діється? : оповідання / В.Марущак // Молодь Миколаївщини — 1998. — 30 квітня.
- Марущак В. Чужие: рассказ / В.Марущак // Молодь Миколаївщини. — 1998. — 8 травня.
- Марущак В. Подарунок. Лідер. Полювання. Темним вечором. : оповідання / В.Марущак // Новый горожанин. — 2000. — № 10-11.
- Марущак В. Рушник: оповідання / В.Марущак // Рідне Прибужжя. 2001 — 7 березня.
- Марущак В. Рушник: оповідання / В.Марущак // Українська культура. — 2001. — № 4.
- Марущак В. Цезар, Галка і Новий рік: оповідання / В.Марущак // Рідне Прибужжя. — 2002. — 5 січня.
- Марущак В. Вікнами до сонця: оповідання / В.Марущак. — Миколаїв: Атол, 2002.
- Марущак В. Батько з Португалії: оповідання / В.Марущак. — Миколаїв: Атол, 2005.
- Марущак В. Сто грам: оповідання / В.Марущак // Перець. — 2006. — № 6.
- Марущак В. Хоровод звірят. Сміливий клен: казки / В.Марущак // Рідне Прибужжя. — 2007. — 3 січня.
- Марущак В. Сухарик: оповідання / В.Марущак // Рідне Прибужжя. — 2007. — 24 листопада.
- Марущак В. Нова сім'я: оповідання / В.Марущак // Рідне Прибужжя. — 2008. — 5 січня.
- Марущак В. Ніжність: оповідання / В.Марущак // Рідне Прибужжя. — 2008. — 6 березня.
- Марущак В. Бабина схованка: гумореска / В.Марущак // Рідне Прибужжя.- 2008. 1 квітня.
- Марущак В.Гусенятко з пошкодженим крилом / В.Марущак // Малятко. — 2012. — № 2.
- Марущак В. Стипендія. Брехуха: конкурс літературних творів / В. Марущак // Бібліотечний форум України. — 2011. — № 4. — С. 62 — 63.